# 撒慕语
撒慕语（自称sa33 mu33），又名撒马多语（sa33 ma21 taw21）、东撒马度语，是一种在中国云南省昆明市官渡区矣六乡子君村由老年人使用的彝语。虽然在1999仍有2,465名本民族人，但實際上已经没有50岁以下的流利使用者了。